# Queyras
Queyras (spreek uit Kèra) is een klein dal in de Franse Hautes-Alpes (regio Provence-Alpes-Côte d'Azur). Het gehele dal vormt een regionaal natuurpark, het Parc Naturel Régional du Queyras. Het is enkel bereikbaar via de Col d'Izoard, via de Col d'Agnel (vanuit Italië) of via de Combe du Queyras (vanuit Guillestre).

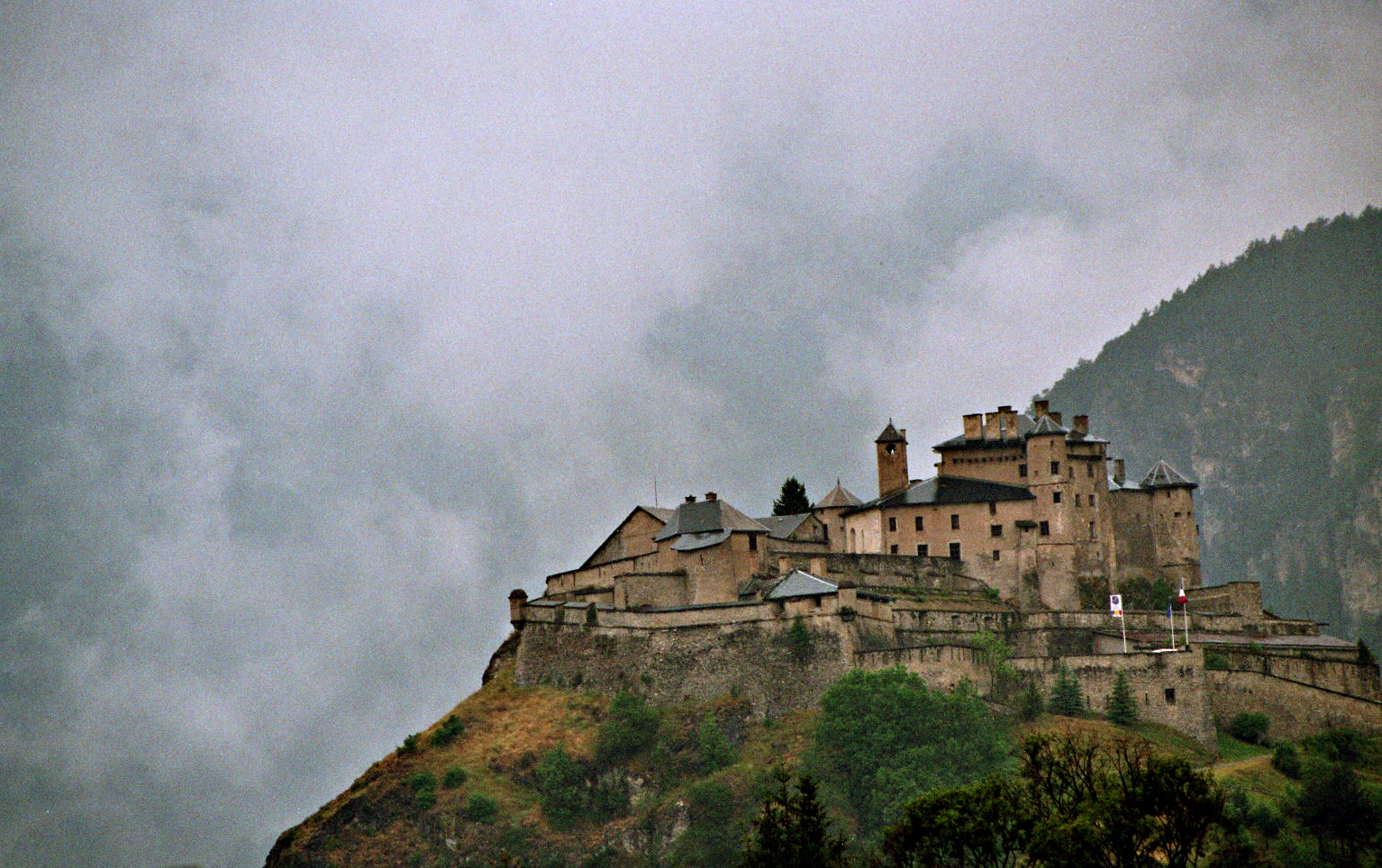
Fort Queyras uit de verte

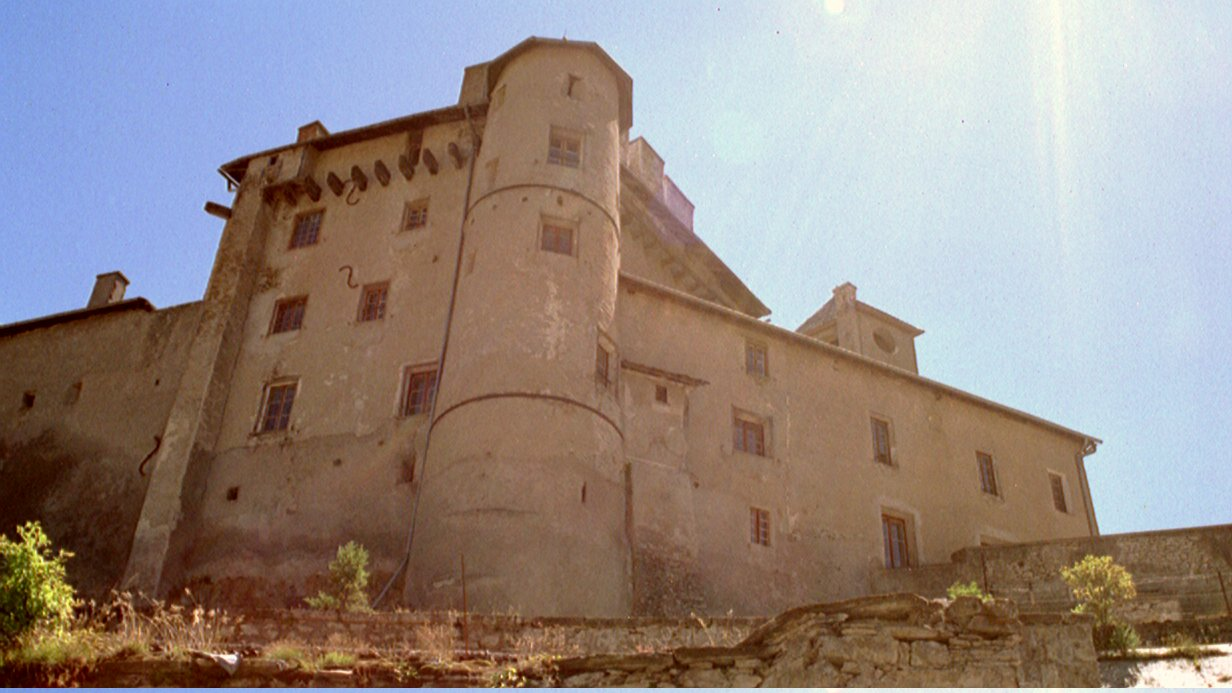
Fort Queyras dichtbij

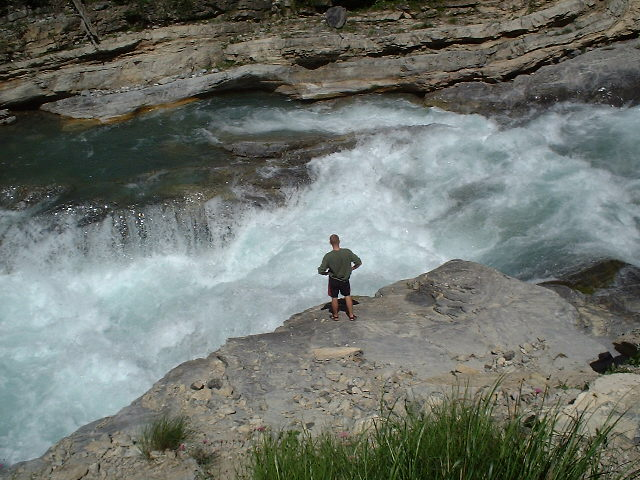
De Guil

## Dorpen
De Queyras bestaat uit zeven gemeentes: Arvieux, Abriès-Ristolas, Aiguilles, Ceillac, Château-Ville-Vieille, Molines-en-Queyras en Saint-Véran.

## Bergen
| Berg                   | Hoogte | Massief (SOIUSA)    | Massief (Frans) |
| ---------------------- | ------ | ------------------- | --------------- |
| Pics de la Font Sancte | 3385 m | Alpi del Monviso    | Escreins        |
| Pic de Rochebrune      | 3325   | Alpi del Monginevro | Queyras         |
| Bric Froid             | 3302   | Alpi del Monginevro | Cottische Alpen |
| Taillante              | 3197   | Alpi del Monviso    | Cottische Alpen |
| Grand Queyras          | 3114   | Alpi del Monviso    | Escreins        |
| Gran Queyron           | 3060   | Alpi del Monginevro | Cottische Alpen |
| Bric Bouchet           | 2997   | Alpi del Monginevro | Cottische Alpen |
| Pain de Sucre          | 3208   | Alpi del Monviso    | Escreins        |

In de Italiaanse SOIUSA-classificatie vormen de Alpi del Monginevro, de Alpi del Monviso en de Alpi Monceniso tezamen de Cottische Alpen. In de Franse classificatie is de omschrijving beperkter.
In de Franse classificatie ligt het Queyrasmassief ten noorden van de vallei van de Guil en scheidt dit massief de Queyrasstreek van de Briançonnais. In de Italiaanse classificatie maakt dit deel uit van de centrale Cottische Alpen of de Alpi del Monginevro.

## Cols en dalen
- Col d'Agnel - 2744 m - verbinding met Val Varaïta.
- Col d'Izoard - 2361 m - verbinding met Briançon.
- Col Lacroix - 2299 m - verbinding met Val Pellice, alleen voor wandelaars.

## Fauna
Voorkomende dieren zijn onder andere de wolf (buiten het hoogseizoen), de adelaar, diverse soorten kleine slangen, gems, steenbok maar vooral de alpenmarmot herkenbaar aan zijn hoge gepiep.

## Rivier
Door het grootste gedeelte van het dal en de Combe de Queyras stroomt de rivier Guil. Deze smeltwaterrivier wordt in de loop van het dal steeds breder door bijkomende stroompjes en komt uit in de Durance. In het verleden (2000 en 2003) heeft de rivier voor flinke overstromingen gezorgd door smeltwater, in combinatie met heftige regenval, dat vanaf de Mont Viso de rivier instroomde.

## Bergtoerisme
De mogelijkheid van bergwandelingen, zoals de Grande Randonnée du Queyras (onderdeel van de GR58) trekt veel vooral Franse en Belgische toeristen. De Mont Viso (ook wel Monviso) in Italië wordt wel beklommen vanuit de Queyras. Bij Ceillac, Abriès en Aiguilles zijn skipistes, skiliften en uitgebreide langlaufmogelijkheden. Ook is het mogelijk om in de rivier Guil (voor ervaren sporters) te raften of te kanoën.

## Economie
De bevolking leeft voornamelijk van toerisme en bosbouw. Op beperkte schaal vormt ook de veehouderij (verschillende soorten schapen en runderen) en landbouw een bron van inkomsten.

## Geschiedenis
Hannibal stak mogelijk bij de Col de la Traversette (2947 m) in de vallei van Ristolas met zijn olifanten de Alpen over.